# Miquelets de Girona
Miquelets de Girona és una associació de reconstrucció històrica de la ciuat de Girona fundada l'any 2011.
Des dels seus inicis, l'entitat recrea el Terç de Miquelets de Girona que combaté durant la Guerra del Francès (1808-1814). Per altra banda, des de l'any 2013, recrea també el regiment de Sant Narcís que combaté durant el període conegut com la guerra dels catalans (1713-1714), en el marc de la Guerra de Successió Espanyola. L'entitat ha participat en nombroses recreacions de batalles i fets històrics arreu de Catalunya i també fora de l'àmbit català, com per exemple la recreació de la batalla d'Almansa de 1707.